# Apicia ascolia
Apicia ascolia là một loài bướm đêm trong họ Geometridae.